# جبنيانة
جبنيانة هي إحدى مدن الجمهورية التونسية، تقع في ولاية صفاقس. بلغ عدد سكانها 5,676 حسب تعداد العام 2004. ومن المواقع التاريخية المعروفة بالجهة مقام الولي الصالح أبو اسحاق الجبنياني. تعرف منطقة جبنيانة بلقب اطلقه عليها متساكنو الجهة وهو قلعة النضال لما اشتهرت به من معارضة الأنظمة الحاكمة في البلاد.

## أعلام
- نور الدين البحيري